# Zentralamerika- und Karibikspiele 1938
Die 4. Zentralamerika- und Karibikspiele fanden vom 5. bis 24. Februar 1938 in der panamaischen Hauptstadt Panama-Stadt statt. Die Sportler Mexikos, Panamas und Kubas gewannen jeweils 24 Goldmedaillen.

## Teilnehmende Nationen
Zehn Länder mit insgesamt 1151 Athleten nahmen an den Zentralamerika- und Karibikspielen teil. Darunter befanden sich mit Venezuela und Kolumbien erstmals zwei südamerikanische Delegationen.
| - Costa Rica - El Salvador - Jamaika - Kolumbien | - Kuba - Mexiko - Nicaragua | - Panama - Puerto Rico - Venezuela |

## Sportarten
Bei den Zentralamerika- und Karibikspielen waren 18 Sportarten im Programm. Begleitend zu den Spielen wurden zudem Kunstwettbewerbe und Wettkämpfe im Modernen Fünfkampf und Schach ausgetragen.
| - Baseball - Basketball - Boxen - Fechten - Fußball - Gewichtheben | - Golf - Leichtathletik - Pelota - Radsport - Reiten - Ringen | - Schießen - Schwimmen - Tennis - Volleyball - Wasserball - Wasserspringen |

Fett markierte Links führen zu den detaillierten Ergebnissen der Spiele

## Medaillenspiegel
| Platz | Land        | Gold | Silber | Bronze | Gesamt |
| ----- | ----------- | ---- | ------ | ------ | ------ |
| 01    | Mexiko      | 24   | 32     | 16     | 72     |
| 02    | Panama      | 24   | 22     | 20     | 66     |
| 03    | Kuba        | 24   | 17     | 19     | 60     |
| 04    | Puerto Rico | 16   | 11     | 11     | 38     |
| 05    | Jamaika     | 9    | 5      | 8      | 22     |
| 06    | Venezuela   | 3    | 2      | 6      | 11     |
| 07    | El Salvador | —    | 5      | 8      | 13     |
| 08    | Costa Rica  | —    | 2      | 1      | 3      |
| 09    | Kolumbien   | —    | —      | 2      | 2      |
| 10    | Nicaragua   | —    | —      | 1      | 1      |